# Offenders
Offenders waren eine US-amerikanische Hardcore-Band aus Killeen, die von 1978 bis 1986 existierte.

## Geschichte
Die Band wurde 1978 von Sänger David „Davy“ Jones, Gitarrist Anthony „Tony Offender“ Johnson, Bassist Michael Naohiko „Mike Offender“ Donaldson und Schlagzeuger Pat Doyle im texanischen Killeen gegründet. 1980 zog die gesamte Band in das gut hundert Kilometer entfernte Austin um. Noch im gleichen Jahr wurde Jones gegen den mit ihm eng befreundeten Sänger Michael „Mick“ Buck ausgetauscht. Nach einer 1981 erschienenen Single, auf der sich die Band noch „The Offenders“ nannte, machte Buck Platz für den Sänger J.J. Jacobson, mit dem die Offenders den Rest ihrer Karriere bestritten. Ab 1984 hatte die Band wie auch andere lokale Bands Probleme, in Austin Auftritte zu absolvieren, da einige Clubs schlossen und andere Lokalitäten Hardcore-Bands zu Gunsten von weniger krawallträchtigen Indie-Rock-Bands aus dem Programm nahmen. Der Musikjournalist Steven Blush machte erfolglose Experimente mit Metal-Elementen für die Auflösung der Band 1986 verantwortlich.
Nach dem Ende der Band spielte Michael Donaldson bei der Alternative-Bluesrock-Band Sister Double Happiness, bei Dirty Rotten Imbeciles und bei MDC. Im März 2002 trafen die Bandmitglieder in Originalbesetzung zu einem einmaligen Konzert in Austin zusammen. Michael Donaldson verstarb 2007 aus ungeklärter Ursache, Anthony Johnson 2012 an Lungenkrebs und Davy Jones 2015 ebenfalls an Krebs. Im Rahmen eines Benefiz-Konzerts für Jones’ Familie im Mai 2015 trat eine Band namens „The Offenders“ unter Beteiligung von Pat Doyle in ansonsten unbekannter Besetzung auf.
Das Album We Must Rebel wurde 1989 von Bitzcore und 2005 von Reflex/Wolfpack Records neu aufgelegt. 2003 veröffentlichte das niederländische Label Kangaroo Records das Kompilationsalbum Wanted By Authority 1981–1985. 2004 coverten Napalm Death den Offenders-Song Face Down In The Dirt auf ihrem Album Leaders Not Followers: Part 2. 2009 erschien auf dem dänischen Label Just 4 Fun die Kompilation Anthology 1981 – 1985. 2014 wurden die beiden Alben der Band durch Southern Lord wiederveröffentlicht. 2015 publizierte das US-Label Beer City Records posthum das Doppelalbum Live at CBGB's 1985, das neben einem Mitschnitt des namensgebenden Konzerts im New Yorker CBGB’s auch Mitschnitte eines Konzerts von 1982 sowie des Konzerts von 2002 beinhaltete.

## Stil und Rezeption
Das Ox-Fanzine hielt im Rahmen einer Rezension des Kompilationsalbums Anthology 1981 – 1985 im Jahr 2010 fest, dass die Band stilistisch mit Punkrock begonnen hätte, dann aber einen Schwenk zum Hardcore vollzogen hätten, was sich an „ungestümer Energie und technische Versiertheit“ festmachen ließe. Ox-Rezensent Joachim Hiller bezeichnete das Album Endless Struggle als „eine der genialsten Hardcore-Platten aller Zeiten“, die zeitlosen, „wütenden, richtig massiv produzierten Hardcore“ enthalte. Der Musikjournalist Steven Blush bezeichnet die Band als „Klassiker des Texas-Hardcore“. Das kanadische Exclaim!-Magazin sah die beiden Alben der Band als stellvertretend für „die Intensität, die Leidenschaft und die Wut des Punk-Rocks der Reagan-Ära“ an, die auch heute noch Auswirkungen auf die Hardcore-Musik hätten. Das US-Musikmagazin Pitchfork bezeichnete die Offenders als die unterbewertetste unter den kanonischen texanischen Hardcore-Bands, während sie de facto „immer zur Spitzengruppe gehört“ hätten. Als Einflüsse machte das Magazin die Washingtoner Bands Void und Minor Threat aus. Die Musik der Offenders sei aber zeitlos, und durch das Einweben von Metal-Einflüssen und gelegentliche Geschwindigkeitsreduktion habe die Band Entwicklungen der Hardcoreszene vorweggenommen, die erst Mitte der 1980er-Jahre zum Tragen kamen, einerseits durch die steigende Popularität des metallastigen New York Hardcore, andererseits durch die im Offenders-Titel You Got A Right angedeuteten Entwicklungen hin zu Grunge und Post-Hardcore.

## Diskografie
- 1983: We Must Rebel (R Radical Records)
- 1985: Endless Struggle (Rabid Cat Records)